# Carlisle Grounds
Het Carlisle Grounds is een multifunctioneel stadion in Bray, een stad in Ierland. Het stadion wordt vooral gebruikt voor rugby- en voetbalwedstrijden, de voetbalclub Bray Wanderers AFC maakt gebruik van dit stadion. In het stadion is plaats voor 3.500 toeschouwers. Het stadion werd geopend in 1862.
In mei 2019 wordt van het voetbalstadion gebruik gemaakt voor het Europees kampioenschap voetbal mannen onder 17.
Dalymount Park (Bohemian FC) ·
Finn Park (Finn Harps FC) ·
Oriel Park (Dundalk FC) ·
Richmond Park (St. Patrick's Athletic FC) ·
Ryan McBride Brandywell Stadium (Derry City FC) ·
Showgrounds (Sligo Rovers FC) ·
Tallaght Stadium (Shamrock Rovers FC) ·
Tolka Park (Shelbourne FC) ·
Turners Cross (Cork City FC) ·
Waterford Regional Sports Centre (Waterford FC)
Athlone Town Stadium (Athlone Town FC) ·
Bishopsgate (Longford Town FC) ·
Carlisle Grounds (Bray Wanderers AFC) ·
Eamonn Deacy Park (Galway United FC) ·
Ferrycarrig Park (Wexford FC) ·
St. Colman's Park (Cobh Ramblers FC) ·
Stradbrook Road (Cabinteely FC) ·
Tallaght Stadium (Shamrock Rovers FC II) ·
UCD Bowl (University College Dublin AFC) ·
Head in the Game Park (Drogheda United FC) ·